# Заболонье (Торопецкий район)
Заболонье — исчезнувшая деревня в Торопецком районе Тверской области. Располагалась на территории Василёвского сельского поселения.

## География
Деревня была расположена  в юго-восточной части района. Находилась на берегу реки Перечня в 12 километрах к северо-востоку от районного центра Торопец. Ближайшими населёнными пунктами являлись деревни Котово, Поповка и Бородашкино. 

## История

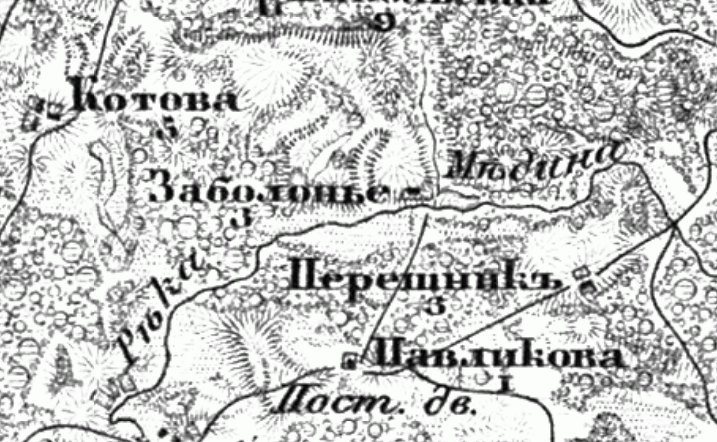
Деревня и окрестности на карте 1871 года

Деревня Заболонье впервые упоминается на топографической карте Фёдора Шуберта, изданной в 1871 году. Имела 3 двора. 
В списке населённых мест Псковской губернии за 1885 год значится деревня Заболонье. Входила в состав Туровской волости Торопецкого уезда. Располагалась в 15 верстах от уездного города; имела 5 дворов и 27 жителей. В деревне имелась водяная мельница.  
На карте РККА 1923—1941 годов обозначена деревня Заболонье. Имела 9 дворов. 